# داغ‌لی (زاقاتالا)
داغ‌لی (به لاتین: Dağlı، تا ۲۹ می ۲۰۱۵ علی‌بایرام‌لی Əli Bayramlı) یک منطقه مسکونی در جمهوری آذربایجان است که در شهرستان زاقاتالا واقع شده است. داغ‌لی ۲۷۷۰ نفر جمعیت دارد.